# Bernhard Christian Wangelin
Bernhard Christian Wangelin, schwedisch Berndt Kristian Wangelin († 1686) war ein schwedischer Obrist und Diplomat.

## Leben
Bernhard Christian, Erbherr auf Nossentin, war Angehöriger des mecklenburgischen Adelsgeschlechts Wangelin. Wangelin war auch von 1646 bis 1685 lehn- und anteilsberechtigt an Grabow und Sommerstorf.
Er verfasste mit Johann Sithmann 1655 als Respondent in Stettin die Disputatio Undecima De Successione Ab Intestato.
1672 war er schwedischer Gesandter in Brandenburg. Als schwedischer Obrist und Befehlshaber über etwa 700 Mann nahm er 1675 an der Schlacht um Rathenow teil. 1679 wurde er bremischer Generalmajor und war von 1681 bis 1682/1683 Gouverneur von Wismar, sowie von 1683 bis 1686 Oberkommandant von Stade.